# Trithemis dejouxi
Trithemis dejouxi – gatunek ważki z rodziny ważkowatych (Libellulidae).